# احمس (ملکه)
احمُس (انگلیسی: Ahmose) که با نام‌های دیگری چون اعحمس یا ایاح‌مس هم شناخته می‌شود، ملکه همسر اهل مصر باستان بود. احمس یک ملکه همسر در مصر باستان و از دودمان هجدهم مصر بود. وی همسر بزرگ سلطنتی فرعون سوم این دودمان یعنی تحوتموس یکم و مادرِ فرعون حتشپسوت و در عین حال مادر ملکهٔ این فرعون بود. نام او در زبان مصر باستان به معنی «زاده ماه» است.

## خانواده
هویت واقعی پدر و مادر احمس مشخص نیست. برخی پژوهشگران و مصرشناسان پیشنهاد کرده‌اند که احمس یا دختر فرعون آمنهوتپ یکم بود یا دختر فرعون احموس یکم و شاید خواهر-همسر احموس یکم، احمس نفرتاری بوده است. احمُس هیچ‌گاه به عنوان رسمی «دختر فرعون» شناخته نشد. این موضوع شک‌هایی را دربارهٔ این نظریه‌ها در مورد روابط خانوادگی سلطنتی احمُس ایجاد کرده است. با این حال، احمُس عنوان رسمی «خواهر فرعون» را داشت. این موضوع ممکن است نشان دهد که او خواهر فرعون تحوتموس یکم بوده است.
احمُس با مجموعه‌ای از عناوین برجسته آن روزگار شناخته می‌شود: شاهدخت ارثی، برترین در ستایش‌ها، صاحب بزرگ‌ترین ملاحت دوست‌داشتنی، همسر بزرگ پادشاه، محبوب او، صاحب خوشبختی، بانوی تمام زنان، صاحب دو سرزمین، همراه هوروس، همراه محبوب هوروس، خواهر پادشاه.
احمُس همسر بزرگ سلطنتی تحوتموس یکم بود. او در معبد دیر البهاری به تصویر کشیده شده است و در آنجا همراه با دختری به نام نفروبیتی ظاهر می‌شود. احمُس همچنین مادرِ ملکه و مادرِ فرعون حتشپسوت بود. مشخص نیست که آیا شاهزادگان امنموس و وجمس پسران او بودند یا خیر. برخی پژوهشگران بر این عقیده هستند که آن‌ها پسران ملکه موت‌نوفرت همسر دیگر تحوتموس یکم بودند.

## یادبودها و کتیبه‌ها
یک مقام رسمی دربار فرعون به نام «ایوف» به عنوان دومین پیامبر حقوق محراب، دربان معبد و کاهن خدمت می‌کرد. او همچنین به چندین زن سلطنتی در دربار خدمت کرده بود. او ابتدا به ملکه احمُس مادر فرعون احموس یکم خدمت کرده بود، مسئول تعمیر مقبره آشفته و مختل‌شده ملکه سبکمساف بود و در نهایت به ملکه احمُس خدمت کرد. ایوف در یک سند رسمی ثبت کرده است که ملکه ایوف او را به عنوان دستیار خزانه‌دار منصوب کرده و خدمت به یکی از تندیس‌های علیاحضرت ملکه را به او واگذار کرده بود.
احمُس در صحنه‌های آبستنی ملکوتی دختر فرعون به وضوح دیده می‌شود. حتشپسوت دستور خلق صحنه‌هایی را داده که نشان می‌دهد چگونه خدای آمون به مادرش، احمُس نزدیک می‌شود و چگونه او (حتشپسوت) زاده ایزد است. کتیبه‌ها نشان می‌دهند که چگونه خدای توث ابتدا نام ملکه احمُس را به آمون می‌گوید. «احمُس نام اوست، نیکوکار، معشوقهٔ [--]، او همسر پادشاه آخه‌پرکاره (تحوتموس یکم)، که زندگی جاودانه به او داده شده است» (از اسناد باستانی بریستد). سپس خدای آمون به کاخ می‌رود و خود را به ملکه معرفی می‌کند. آن‌ها شروع به آمیزش و لقاح یک فرزند کرده و آمون اعلام می‌کند که نوزاد باید نام خنمت-آمون-حتشپسوت را بگیرد. آمون سپس به خدای خنوم می‌رود و دستور می‌دهد که حتشپسوت را خلق کند. صحنه‌ها همین‌طور ادامه می‌یابد و مراحل بستری شدن ملکه و تولد دختر ملکوتی و خدادادی او را نشان دهند.
سال‌ها بعد فرعون آمنهوتپ سوم این صحنه‌ها را تقریباً به همان صورت کپی کرد تا نشان دهد چگونه آمون به مادرش، ملکه موت‌ام‌ویا نزدیک می‌شود و نطفهٔ شاهزاده سلطنتی بسته می‌شود